# Химере калемљења
Химере калемљења су изданци који поседују особине обе компоненте калемљења (и подлоге и племке). Пошто при калемљењу не долази до фузије ћелијског садржаја већ ткива остају аутономна, дуж изданка протежу се ткива подлоге и племке са свим морфолошким особинама листова, цветова и плодова.

## Настанак
Химера калемљења може да се јави спонтано, али и да се индукије, ако се садница по потпуном срастању пресече у нивоу споја. Тада се из зоне камбијума формира калус који даје адвентивне пупољке који из калуса подлоге дају изданке подлоге, а из калуса племке изданке племке. Из адвентивних пупољака формираних из комбинованог калуса добија се химерни изданак, а касније и химерна биљка.

## Номенклатура
Члан 21 Међународног кода номенклатуре гајених биљака (International Code of Nomenclature for Cultivated Plants) из 2009. године предвиђа да се химере калемљења означавају било формулом: имена обе компоненте („родитеља“), по абецедном реду, између којих је знак плус "+": Crataegus + Mespilus, или називом: ако компоненте припадају различитим родовима име може бити формирано спајањем једног дела назива рода са целим називом другог. Овај назив не мора да буде идентичан са називом рода према ботаничкој номенклатури. Тако се + Crataegomespilus назив за химеру калемљења (која такође може да се означи формулом Crataegus + Mespilus) јасно разликује од × Crataemespilus, назива правог међуродовског хибрида између родова Crataegus и Mespilus, који такође може да се напише и формулом Crataegus × Mespilus.
Ако обе компоненте припадају истом роду химера се може обележити као култивар, а знак + изостаје. На пример, Siringa 'Correlata' је химера обичног (Siringa vulgaris) и кинеског јоргована (Siringa × chinensis) и у овом случају не користи се знак плус јер обе компоненте припадају роду Siringa.
Химера калемљења не може да има статус врсте, јер истовремено припада двема врстама. Тако се + Laburnocitisus 'Adamii', на пример, понекад среће написан као да је врста (+ Laburnocitisus adamii (Poit.) C.K. Schneid.), што није правилно.

## Примери
Постоји доста примера међуродовских химера калемљења, као што су + Laburnocytisus 'Аdamii' (Laburnum anagyroides Medik. + Cytisus purpureus Scop.), + Pyrocrataegus 'Willei' (Pyrus communis L. + Crataegus laevigata (Poir.) DC.) и + Mahoberberis 'Neubertii' (Berberis vulgaris L. + Mahonia aquifolium(Pursh) Nutt.), + Crataegomespilus 'Grandiflora' (Mespilus germanica L. + Crataegus laevigata (Poir.) DC.) или међуврсних Syringa 'Correlata' (Syringa x chinensis Willd. + S. vulgaris L.) и Citrus 'Bizzaria' (Citrus medica L. + Citrus × aurantium L.). 

## Типови
У зависности од начина комбиновања ткива подлоге и племке химере се деле на периклиналне, мериклиналне, секторијалне. Периклинална је она код које је споља ткиво једне, а унутра ткиво друге компоненте. То је случај са +Laburnocytisus химером где епидермис чине ћелије племке зановети (Cytisus) а у унутрешњости је подлога негњила (Laburnum). Без формираних генеративних органа изданак се не разликује од обичног изданка зановети. Генеративни органи најчешће припадају негњилу, а ретко се формирају цветови и плодови зановети. Код мериклиналних и секторијалних ткива обе компоненте видљиве су споља.